# Fliegerhorst Venlo-Herongen
Der ehemalige Fliegerhorst Venlo liegt grenzüberschreitend in den Niederlanden und in Deutschland. Der Fliegerhorst befindet sich auf dem Gebiet der Orte Venlo, Nettetal-Leuth und Straelen-Herongen. Das Gelände liegt unmittelbar südlich der heutigen Autobahn (A 40 auf deutscher bzw. A 67 auf niederländischer Seite) und etwa 3 km hinter der Anschlussstelle 1 „Nettetal-West“ der A 61 (ehemaliger Grenzübergang Schwanenhaus).
Die Anlagen werden nicht mehr in ihrer ursprünglichen Form genutzt. Ein Teil des Geländes auf deutscher Seite diente der Bundeswehr als Langzeitdepot, andere Teile werden von NATO-Ländern zeitweise als Truppenübungsplatz benutzt. Auf niederländischer Seite nutzt ein Segelflugverein Teile der Start- und Landebahnen. Der größte Teil der Anlage ist frei zugänglich und darf betreten werden. Ruinenreste sind an vielen Stellen des Geländes zu finden.

## Technische Daten

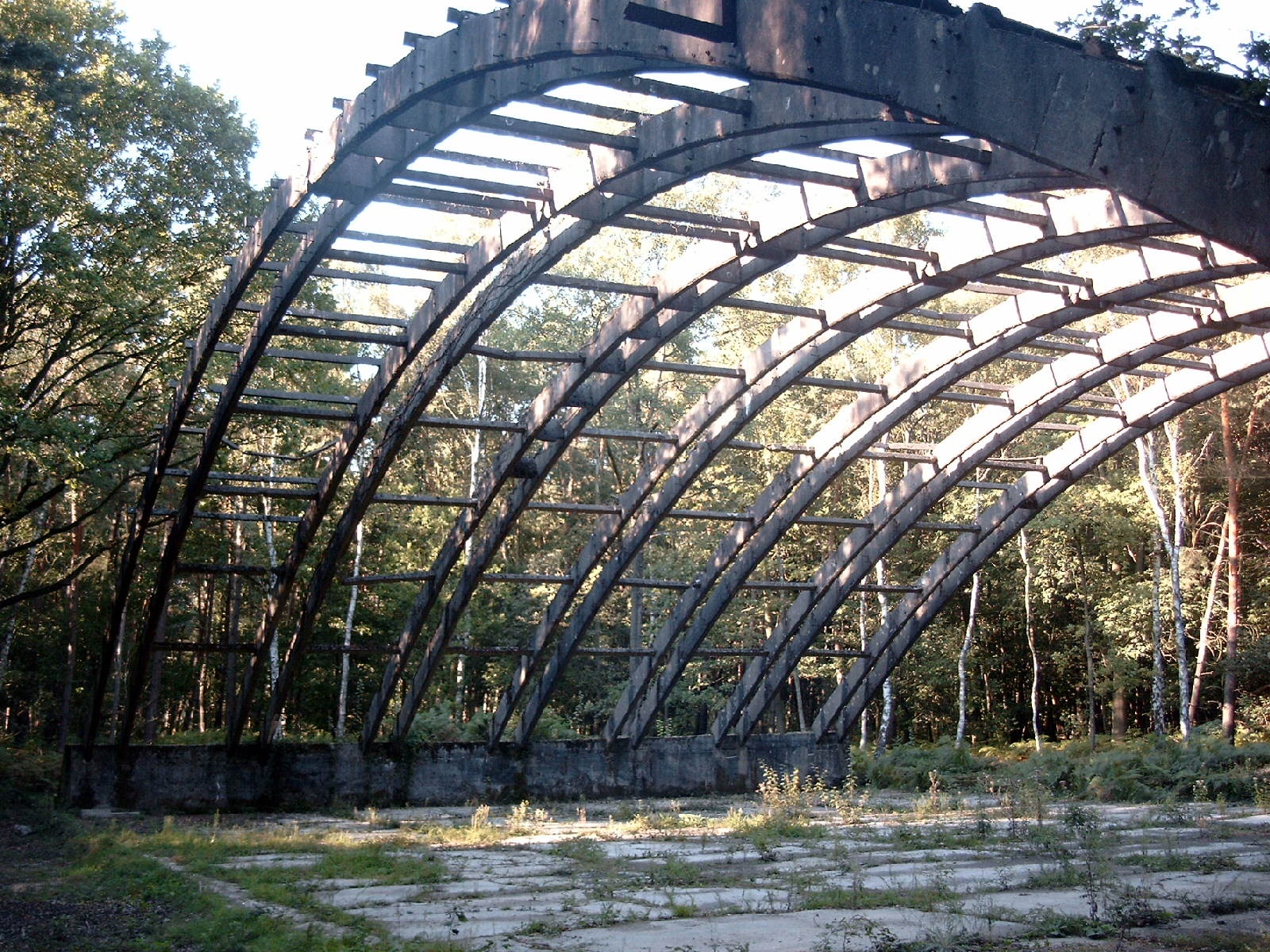
Rundbogenhangar

Im Jahr 1941 umfasste der Fliegerhorst eine Fläche von 1800 ha. Es standen drei befestigte Start-/Landebahnen (2 × 1450 m, 1 × 1200 m) mit einer aus etwa 2000 Lampen bestehenden elektrischen Startbahnbefeuerung. Der Fliegerhorst verfügte über eine Radarführung und mehr als 48 km Straßen.
Später war am Fliegerhorst ein Außenlager des Konzentrationslagers Kamp Vught.

## Zahlen

### Baumaßnahmen

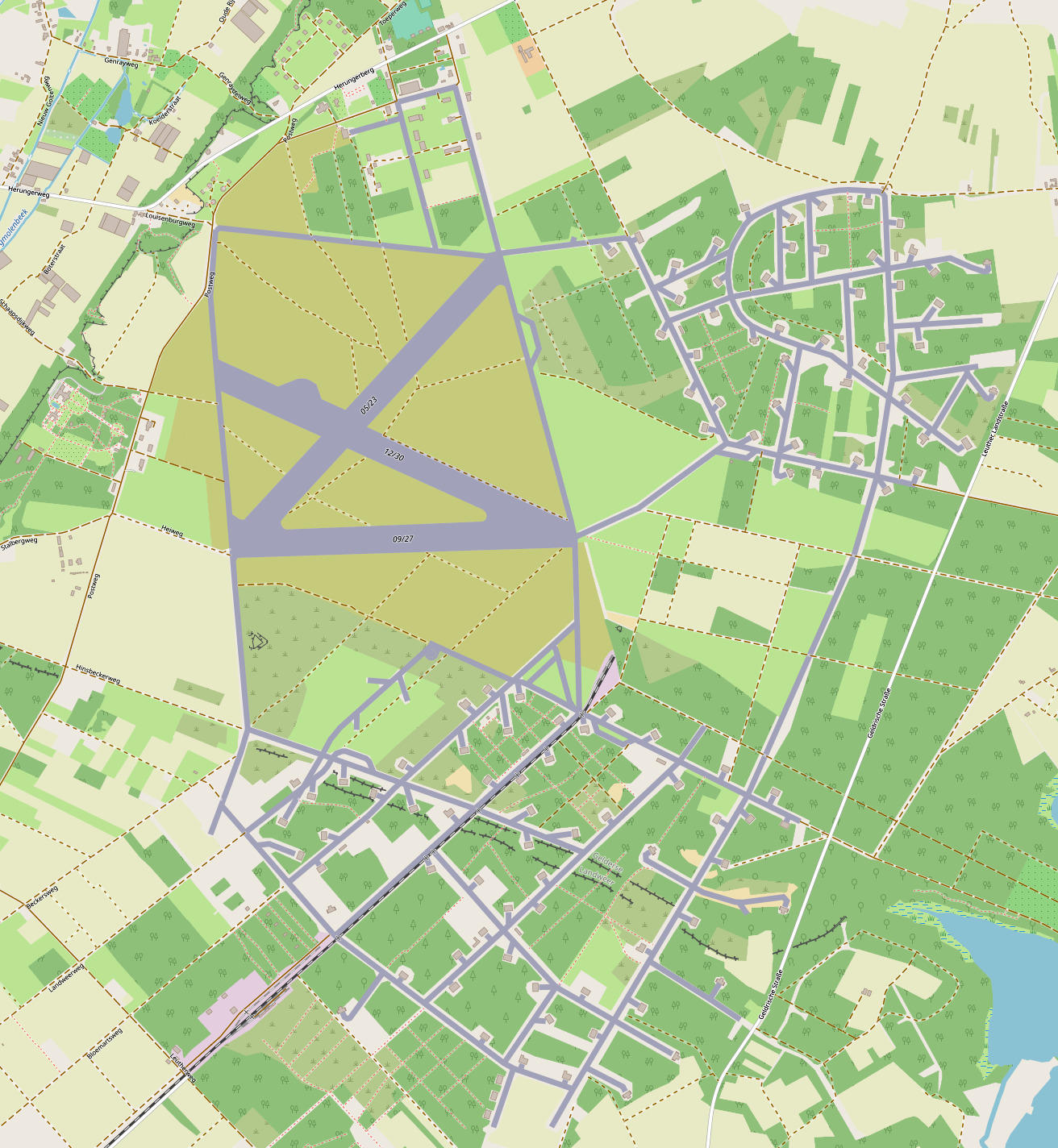
Anordnung der Start- und Landebahnen, der Straßen und Gebäude im Jahr 1944

Die Baumaßnahmen, für die Anfang 1941 bis zu 15.000 Arbeiter, zumeist niederländische Arbeiter und Bauunternehmen, im Einsatz waren, kosteten bis März 1943 rund 62,316 Millionen niederländische Gulden, was bei der Kaufkraft von 2004 etwa 335 Millionen Euro entspricht. Diese Kosten gingen zu Lasten der Niederlande.

### Zwangsarbeit durch KZ-Häftlinge
Ab August 1943 waren zunächst 200, später bis zu 700 jüdische KZ-Häftlinge aus dem Konzentrationslager Kamp Vught zur Zwangsarbeit auf dem Fliegerhorst eingeteilt, der damit zur Außenstelle des Konzentrationslagers wurde. Die jüdischen Zwangsarbeiter wurden ab Oktober 1943 durch nichtjüdische KZ-Häftlinge abgelöst, bis September 1944 verblieben 200 KZ-Häftlinge dort zur Zwangsarbeit.

### Flugzeuge
Am 9. Januar 1944 waren auf dem Fliegerhorst Venlo-Herongen rund 65 Flugzeuge stationiert. Davon gehörten 37 zur I./NJG 1, darunter eine Do 217N, eine Fw 190 A-4, vier He 219A-0, zwei Ju 88R-2, zwei Bf 110G-2, 20 Bf 110G-4, eine Bf 110B, eine Fw 58C, eine Fi 156, eine Kl 35A, eine Ar 66C, eine Bf 108D-1 und eine Bü 131D. Weitere fünf Flugzeuge (alles Ju 88C-6) gehörten zur Aufklärungsstaffel des NJG 1 und 23 Maschinen zum Luftdienstkommando 2/3. Dabei handelte es sich um zwei Bf 109D, eine He 70F, sechs Do 17E, elf Do 17F, eine Do 17Z und zwei Ju 88A.

### Personal und Ausstattung
Beschäftigt waren auf dem Fliegerhorst Venlo-Herongen über 2000 Personen, davon 350 Niederländer und rund 1800 Deutsche. Der Fliegerhorst verfügte über eine Werfthalle und 99 Flugzeughallen, davon 20 Wärmehallen, 37 unbeheizte Backsteinhallen und 42 unbeheizte Rundbogenhallen.

### Abschüsse und Verluste
Von diesem Fliegerhorst aus wurden ca. 585 alliierte Flugzeuge abgeschossen. Dabei gab es 2500 Tote und Kriegsgefangene auf alliierter Seite sowie 170 Tote und Verwundete auf deutscher Seite.

## Geschichtliches zum Gelände

### Vorkriegszeit 1911–1940
Mitte des 19. Jahrhunderts wurde ein flacher Teil der „Groote Heide“ östlich von Venlo im heutigen Naturpark Maas-Schwalm-Nette als Schieß- und Übungsgelände angelegt.
Venlo war am 21. Juni 1911 eine Etappe des Europäischen Rundfluges:
Zu diesem starteten am 18. Juni in Vincennes bei Paris, vor mehr als 400 000 Zuschauern, 40 Flugzeuge. Er hatte zwölf Stationen: Lüttich, Spa, Venlo, Soesterberg, Gilze Rijen, Brüssel, Roubaix, Calais, Dover, London Dover, Calais, Amiens zurück nach Paris. 580.000 französische Franc waren als Preisgeld ausgesetzt. Das Geld brachten im Wesentlichen die Etappenziele auf; diese verkauften Eintrittskarten für die Flugplätze.
1913 wurde dort ein Hilfslandeplatz für die in Entstehung befindlichen niederländische Luftwaffe angelegt. Die militärische Bedeutung dieses Hilfslandeplatzes war wegen der nahen Grenze zu Deutschland gering. Besser bekannt wurde der Platz bei der Bevölkerung durch öffentliche Flugvorführungen, bei denen man die Luftfahrt hautnah miterleben konnte. Hervorgehoben sei ein Besuch des Luftschiffes LZ 127 Graf Zeppelin im November 1930: bei diesem Demonstrationsflug schwebte es über der Grote Heide, um Postsäcke aufzunehmen und abzugeben.
Beim deutschen Einmarsch in die neutralen Niederlande im Mai 1940 im Rahmen des Westfeldzuges (der kurz darauf mit der Kapitulation Frankreichs endete) gab es keine Gefechte am Flugplatz: die Niederländer planten eine Verteidigung des anderen Maasufers; sie wollten nicht mit der Maas im Rücken kämpfen und waren schlecht gerüstet.
Am 10. Mai 1940 versuchte das III. Bataillon des Infanterie-Regiments 234 (Teil der 56. Infanterie-Division), einen Handstreich auf die Brücken bei Venlo durchzuführen. Die Niederländer sprengten die Brücke, bevor die Deutschen sie erreichten. Das Regiment durchbrach die Bunkerlinie und stieß weiter nach Westen vor, am 11. Mai wurde Venlo vollständig besetzt.

### Vom Hilfslandeplatz zum Luftwaffenstützpunkt
Erst als im Herbst 1940 eine deutsche Luftverteidigung in den Niederlanden organisiert wurde, wurden auch Einsatzhäfen für die im Aufbau befindlichen Nachtjagdverbände benötigt. Ab Oktober 1940 ließ die zuständige Bauleitung der Luftwaffe den Venloer Hilfslandeplatz zu einem Fliegerhorst erweitern. Der Bau wurde hauptsächlich durch niederländische Bauunternehmen und Tausende von niederländischen Arbeitern durchgeführt, welche in Venlo und Umgebung einquartiert wurden. Der fast 1800 Hektar große Fliegerhorst wurde noch vor der Fertigstellung im März 1941 mit schwarz getarnten Nachtjägern der I. Gruppe des I. Nachtjagdgeschwader 1 (I./NJG 1) belegt. Diese Einheit stand unter Führung von Hauptmann Werner Streib.

### März 1941 bis Juli 1943
Die Nachtjäger verteidigten einen Abschnitt in der sogenannten „Kammhuber-Linie“, einem Gürtel von Flakscheinwerfern und Nachtjagdflughäfen. Erst als Anfang 1942 die Nachtjäger durch Radartechnik (Würzburg-Riese) unterstützt wurden, stiegen die Erfolge an. Am 5. März 1943 starteten britische Luftangriffe auf das Ruhrgebiet.

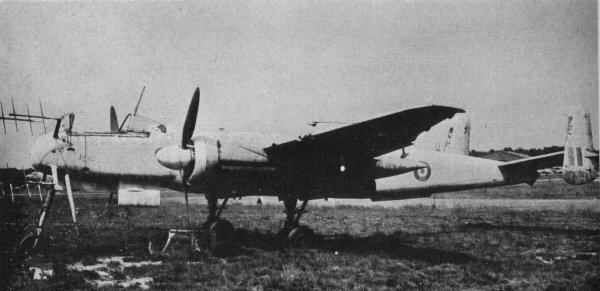
He 219

In diesen Monaten hatten die Venloer Nachtjäger ihre größten Erfolge, auch weil die Gruppe durch erfahrene Besatzungen aus anderen Einheiten verstärkt wurde. Auch das speziell für die Nachtjagd entwickelte Nachtjagdflugzeug Heinkel He 219 kam erstmals von Venlo aus zum Fronteinsatz.
Ab Juli 1943 blieben Erfolge aus und die I./NJG 1 bekam einen weiteren Gegner hinzu – die US-amerikanische 8th Air Force der USAAF.
Acht Kilometer nördlich von Venlo, in Schandelo, legten die Deutschen einen Scheinflugplatz mit einer 100 Meter langen Schein-Landebahn an. Die elektrische Startbahnbeleuchtung des Fliegerhorstes konnte vom Kontrollturm aus ein- und ausgeschaltet werden; dagegen brannten die Grubenlampen des Scheinflughafens Schandelo längere Zeit. Darauf wurde man auf alliierter Seite aufmerksam; die alliierten Piloten stellten die anfänglichen Luftangriffe auf Schandelo ein und nutzten die Grubenlampen als Orientierungshilfe.
Erfolge bei der Abwehr von feindlichen Fernnachtjägern erzielte die Flugleitung des Horstes durch eine gute Zusammenarbeit mit dem Klein-Fluko (Flugwachkommando) in Venray, welches auch für das Gebiet um Venlo zuständig war.

### Juli 1943 bis Februar 1944
Im August 1943 fiel die Entscheidung, sämtliche luftgefährdete Flugplätze in den Niederlanden zu erweitern. In Venlo wurden dazu einige hunderte KZ-Häftlinge aus dem niederländischen Konzentrationslager „Camp Vught“ eingesetzt. Im Dezember 1943 wurden zwei Luftbeobachtungsstaffeln in Venlo aufgestellt. Diese Staffeln sollten die Luftwaffenführung über die oft verwirrende nächtliche Luftlage in diesem Gebiet informieren. Im Februar 1944 war die IV. Gruppe des Jagdgeschwaders 3 (IV./JG 3) in Venlo stationiert. Die Bf 109-Jagdflugzeuge wurden mit mehr Verlusten als Erfolgen in der „Tagjagd“ eingesetzt. Am 25. Februar flogen Marauder-Bomber (Martin B-26) der 9th USAAF den ersten Großangriff gegen den Flugplatz Venlo.

### Februar 1944 bis September 1944

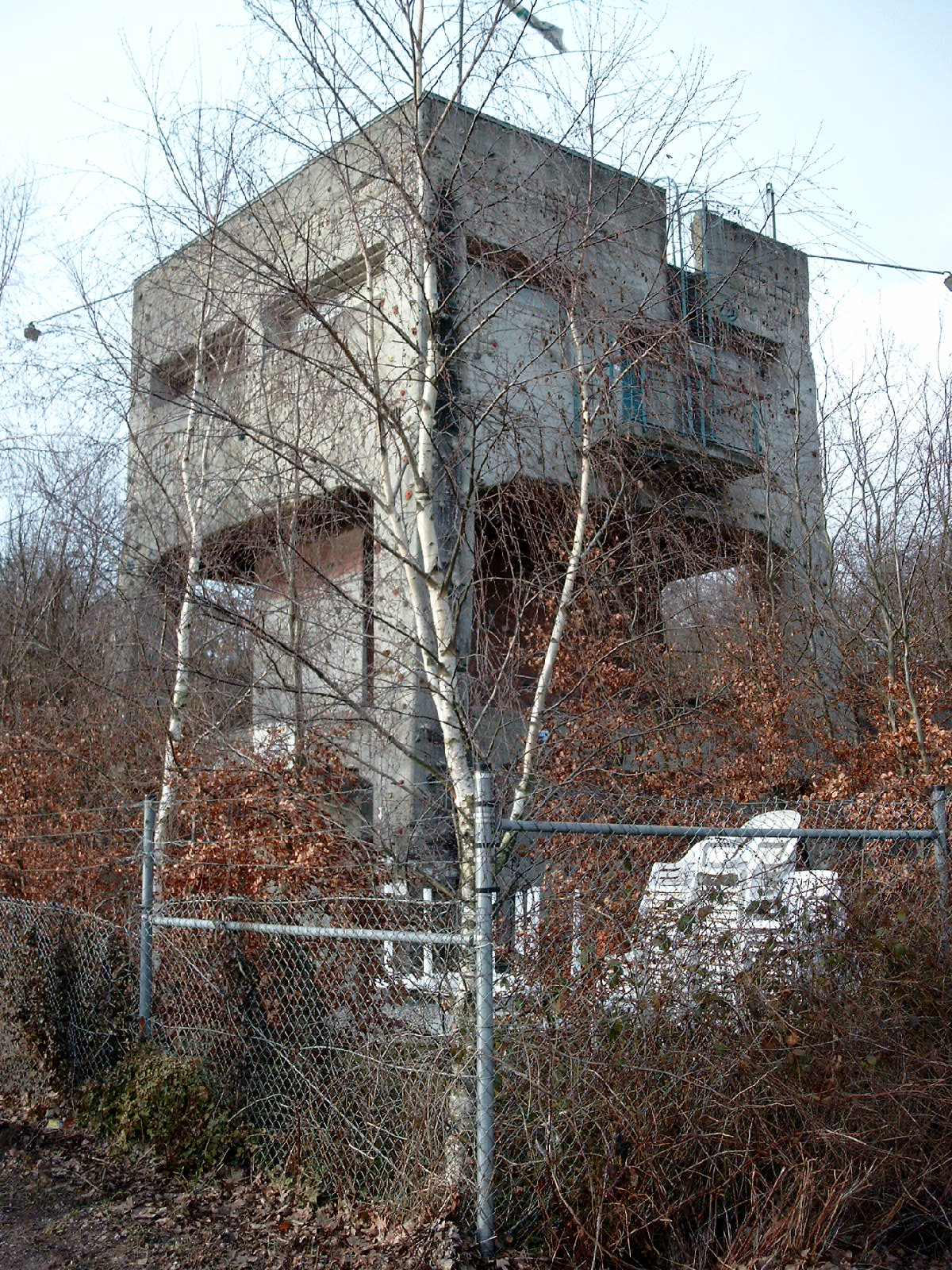
Flugleitturm

Bis zur Schließung des Flugplatzes sind noch drei Einheiten aus luftfahrthistorischer Perspektive interessant: das Erprobungskommando 410 (Me 410 als Nachtjäger); die 2./JG 400 (mit Raketenjäger Me 163) und III./KG 3 (He 111 als Träger von V1-Marschflugkörpern). Die Einsätze dieser Verbände hatten kaum Einfluss auf die weiteren Kriegsereignisse, die alliierte Luftüberlegenheit war zu groß. Am 15. August und 3. September 1944 wurde der Flugplatz bombardiert und schwer beschädigt. Die I./NJG 1 wurde am 5. September nach Münster-Handorf verlegt, die gesamte Funk- und Radartechnische Abteilung allerdings nach Eschwege.
Die alliierten Luftlandungen (Operation Market Garden) bei Eindhoven, Nimwegen und Arnheim bedeuteten das Ende des Flugplatzes Venlo. Der größte Teil der Anlagen wurde von der Wehrmacht gesprengt. Das KZ-Außenlager wurde aufgelöst. Die KZ-Häftlinge wurden mit Viehwaggons in das Konzentrationslager Sachsenhausen transportiert. Die Fahrt dauerte zwei Tage ohne Wasser. Von Sachsenhausen aus wurden die bis dahin Überlebenden auf „Todesmärsche“ Richtung Schwerin getrieben, die noch sehr viele Opfer forderten.

### Das Ende des Flugplatzes
Ab dem 1. März 1945 erfolgte die Befreiung von Venlo durch die alliierten Streitkräfte und das Fluggelände wurde als Flugplatz „Y-55“ instand gesetzt. Amerikanische Aufklärer und Jagdbomber der 9th Air Force flogen Einsätze, um die alliierte Rheinüberquerung zu ermöglichen. Zu den besonderen Besuchern in Venlo gehörten Berühmtheiten wie Königin Wilhelmina und Eisenhower. Am Nachmittag des 23. März 1945 landete Winston Churchill mit einer Dakota in Herongen und machte sich anschließend auf den Weg nach Walbeck ins Hauptquartier von Feldmarschall Montgomery um die Operation Plunder zu beobachten. Ab Ende April warteten zwei Bombergruppen auf ihre Demobilisierung. Nachdem der Flugplatz im September 1945 verlassen worden war, sind Millionen von Backsteinen aus den Start- und Landebahnen wiederverwendet worden, um Kriegsschäden zu beheben. Der alte Flugleitungsturm wurde im Jahr 2005 offiziell zum Denkmal erklärt.

### Aktuelle Nutzung
Seit 1946 benutzt der Venloer Segelflugverein einen Teil des früheren Rollfeldes als Segelfluggelände. Der ehemalige Kommandobunker und der ehemalige Flugleitungsturm werden seit 1994 zum Klettern genutzt. Hier wurde auch ein Klettersteig (Via Ferrata Fliegerhorst) eingerichtet.

## Förderverein Ehemaliger Fliegerhorst Venlo e. V.
Der Verein ist eine Initiative von Deutschen und Niederländern beiderseits der Grenze und möchte die historischen Bau- und Bodendenkmäler im Bereich des ehemaligen Fliegerhorstes Venlo-Herongen schützen und bewahren.
Sie sollen als ein Mahnmal der Stille die Erinnerung an Kriegsleiden, an das KZ-Außenlager und an die Luftfahrtgeschichte wachhalten. Ziel ist die Förderung der wissenschaftlichen Erforschung der Geschichte des ehemaligen Fliegerhorstes Venlo und die Weitergabe von Erkenntnissen und Ergebnissen an Bildungseinrichtungen für die Öffentlichkeit, insbesondere für die friedenspädagogische Erziehung und historische Bildung nachgeborener Generationen sowie für die Förderung des Gedenkens an die zivilen und militärischen Opfer aller Nationen in der Zeit des Zweiten Weltkriegs.

### Initiativen
- Regelmäßige Rundführungen über das Gelände mit Pkw oder Fahrrad
- Fachvorträge extern oder auf dem Gelände
- Erhaltungs- und Restaurierungsarbeiten
- Aufbau eines Informationszentrums.